# Cryptandra spinescens
Cryptandra spinescens là một loài thực vật có hoa trong họ Táo. Loài này được Sieber ex DC. mô tả khoa học đầu tiên năm 1825.